# Phalaenopsis mannii
Espèce
Phalaenopsis mannii est une espèce d'orchidées du genre Phalaenopsis originaire d'Asie.